# Anything Once
Anything Once er en amerikansk stumfilm fra 1917 af Joe De Grasse.

## Medvirkende
- Franklyn Farnum som Theodore Crosby.
- Raymond Wells som Horned Toad Smith.
- Marjory Lawrence som Dorothy Stuart.
- Lon Chaney som Waughnt Mohr.
- Claire Du Brey som Señorita Dolores.